# 묘동
묘동(廟洞)은 서울특별시 종로구에 있는 법정동으로, 행정동인 종로1·2·3·4가동 아래에 있다. 봉익동 서쪽에 붙어 세로로 매우 긴 평행사변형 모양의 지형을 이루고 있다.

## 지명 유래
묘동은 조선 초기부터 종묘 일원을 관할하게 되었으므로 붙은 이름이다. 묘동의 일제강점기 때 이름인 수은동은 일제가 원래의 지명과는 전혀 관계 없이 만들어 냈다. 일제가 여러 동들을 합치면서, 일제에 대해 반감을 갖는 조선인 민심을 수습하려고 각 계층의 사람들에게 '은사금'이라는 명목으로 돈을 주며 기술을 가르치던 은사수산장(恩賜授産場)이 있어 붙인 이름이다.

## 연혁
- 1914년 : 묘동, 누동(樓洞), 마전동(麻田洞) 일부를 수은동(授恩洞)으로 통합
- 1936년 4월 : 수은정(授恩町)으로 변경
- 1943년 6월 : 신설된 종로구에 배속
- 1946년 10월 1일 : 묘동으로 환원
- 1955년 4월 18일 : 훈정동·봉익동 일부를 추가 관할

## 같이 보기
- 단성사
- 돈화문